# Бэнак, Жак
Жак Бэнак (фр. Jacques Baynac; 28 декабря 1939, Ажен, Ло и Гаронна — 3 января 2024, Каор, Ло) — французский историк, писатель и сценарист.

## Биография
Жак Бэнак из семьи участников Движения Сопротивления (его отец был капитаном группы в Ло и Гаронне, а его дядя, один из лидеров коммунистической молодёжи, был казнён в Форте Мон-Валери в 1942 году), это было в период коммунизма рабочих советов. Бэнак изучал историю в École pratique des hautes études.
В 1960 году, отказавшись воевать в Алжире, он на 6 лет уехал за границу. Это период, в течение которого, по его собственным словам, он повидал «семь стран на трёх континентах» и вернулся «с иммунитетом к ленинской модели революции». Вернувшись во Францию в 1966 году, в течение двух лет (1967-1968) он работал в библиотеке La Vieille Taupe.
В частности, он пытался прояснить историю российской революции и потратил много лет, исследуя Жана Мулена. Его книга «Les Secrets de Jean Moulin» («Тайны Жана Мулена»), вышедшая в 1988 году, вызвала споры и дискуссии и принесла ему три судебных процесса, которые он выиграл.
Также Бэнак является режиссёром и продюсером документальных фильмов. Более 10 лет он проработал с Pierre-André Boutang, включая работу на немецком-французском телеканале Arte.

## Работы

### Исторические труды
- Sur 1905 (совместно с Laura Engelstein, René Girault, E. L. Keenan и Avraham Yassour) Champ Libre, Париж, 1974, ISBN 2-85184-010-X
- La Terreur sous Lénine (1917-1924) (совместно с Alexandre Skirda и Charles Urjewicz), Sagittaire, 1975, переиздание работы Poche, 2003, 385 p. ISBN 2-253-94349-5
- Jan Valtin (псевдоним Ричарда Кребса), Sans patrie ni frontières ( (англ.)Out Of The Night), послесловие Жака Бэнака. (Мемуары), J.-C. Lattès, 1975.
- Ravachol et ses compagnons, совместно сFlavio Costantini, 1976.
- Mai retrouvé. Contribution à l'histoire du mouvement révolutionnaire du 3 mai au 16 juin 1968, Robert Laffont, 1978.
- Les Socialistes-révolutionnaires (март 1881 — март 1917), Robert Laffont, 1979, переиздание в 1992, ISBN 2-221-00388-8
- La Révolution gorbatchévienne, Arpenteur, 1989, ISBN 2-07-078004-X
- Les Secrets de l'affaire Jean Moulin, Le Seuil, 1998, ISBN 2-02-037172-3
- Présumé Jean Moulin (1940-1943), Grasset, 2007, ISBN 978-2-246-62811-8
- L'Amie inconnue de Jean Moulin, Grasset, 2011, ISBN 978-2-2467-5741-2

### Романы
- 1972: «Kamo», Fayard
- 1985: «Le Roman de Tatiana», Denoël
- 1998: «Le Cheval blême», Denoël

## Фильмография

### Режиссёрские работы
- 1996: «L'eau et le feu» — документальный фильм о загрязнении в России во второй половине 1990-х годов.
- 1996: «L’Énergie du désespoir» — документальный фильм о загрязнении, связанном с ядерной энергетикой и захоронением радиоактивных отходов в России.

### Сценарные работы
- 1992 — «Рукопись» (по повести Лидии Чуковской «Спуск на воду», реж. Александр Муратов)
- 1992 — «Чекист» (по мотивам повести Владимира Зазубрина «Щепка», реж. Александр Рогожкин)
- 1992 — «Ключ» (по одноимённому роману Марка Алданова, реж. Павел Чухрай)
- 1992 — «На Иртыше» (по одноимённому роману Сергея Залыгина, реж. Вячеслав Сорокин)
- 1992 — «Тьма» (по одноимённому рассказу Леонида Андреева, реж. Игорь Масленников)
- 1993 — «Наводнение» / L’Inondation (по мотивам одноимённого рассказа Евгения Замятина, совместно с Игорем Минаевым, реж. Игорь Минаев)